# Hasenbergl
Das Hasenbergl ist ein Viertel im Norden Münchens im Nordosten des Stadtbezirks Feldmoching-Hasenbergl.

## Lage

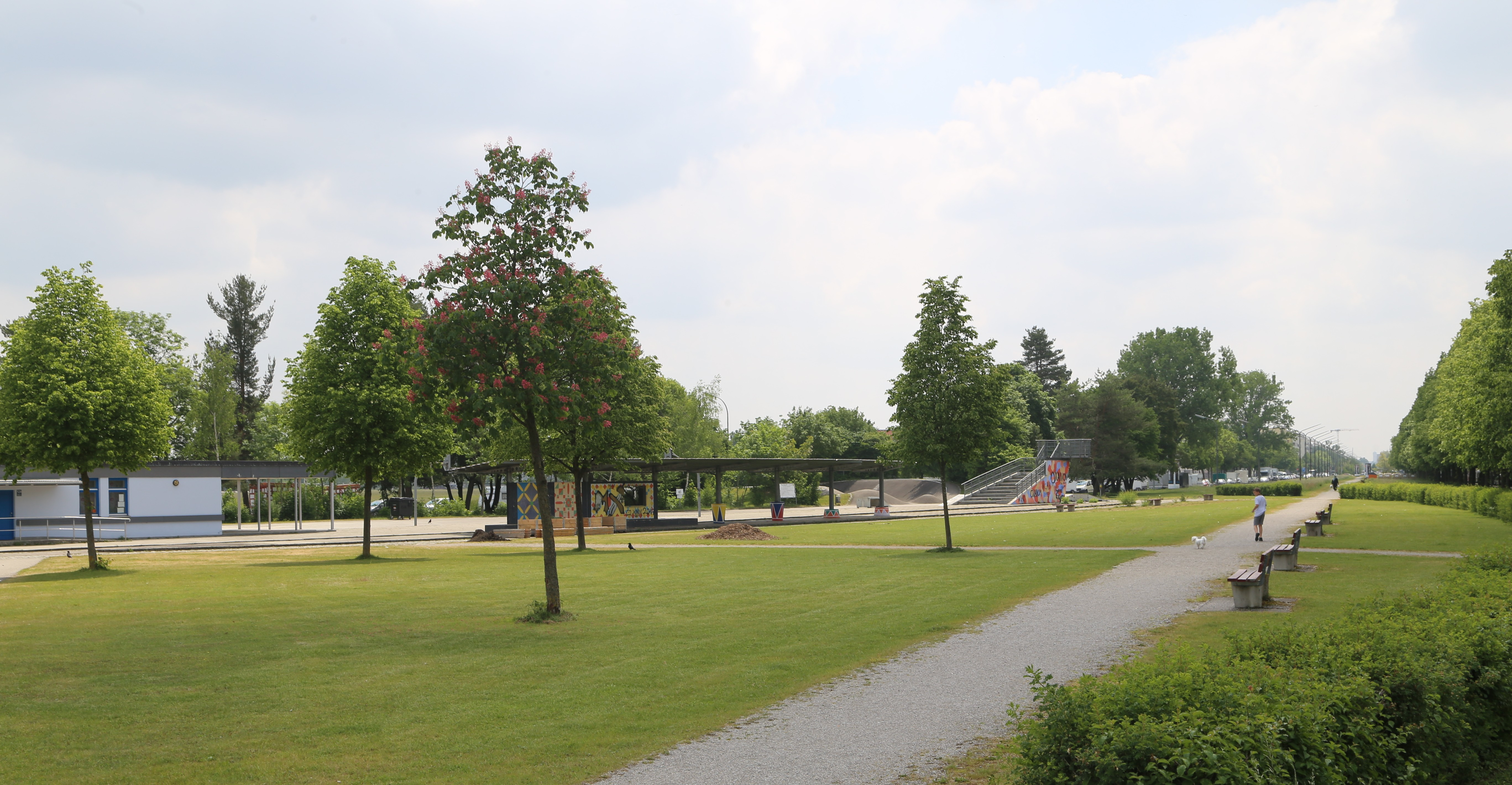
Goldschmiedplatz

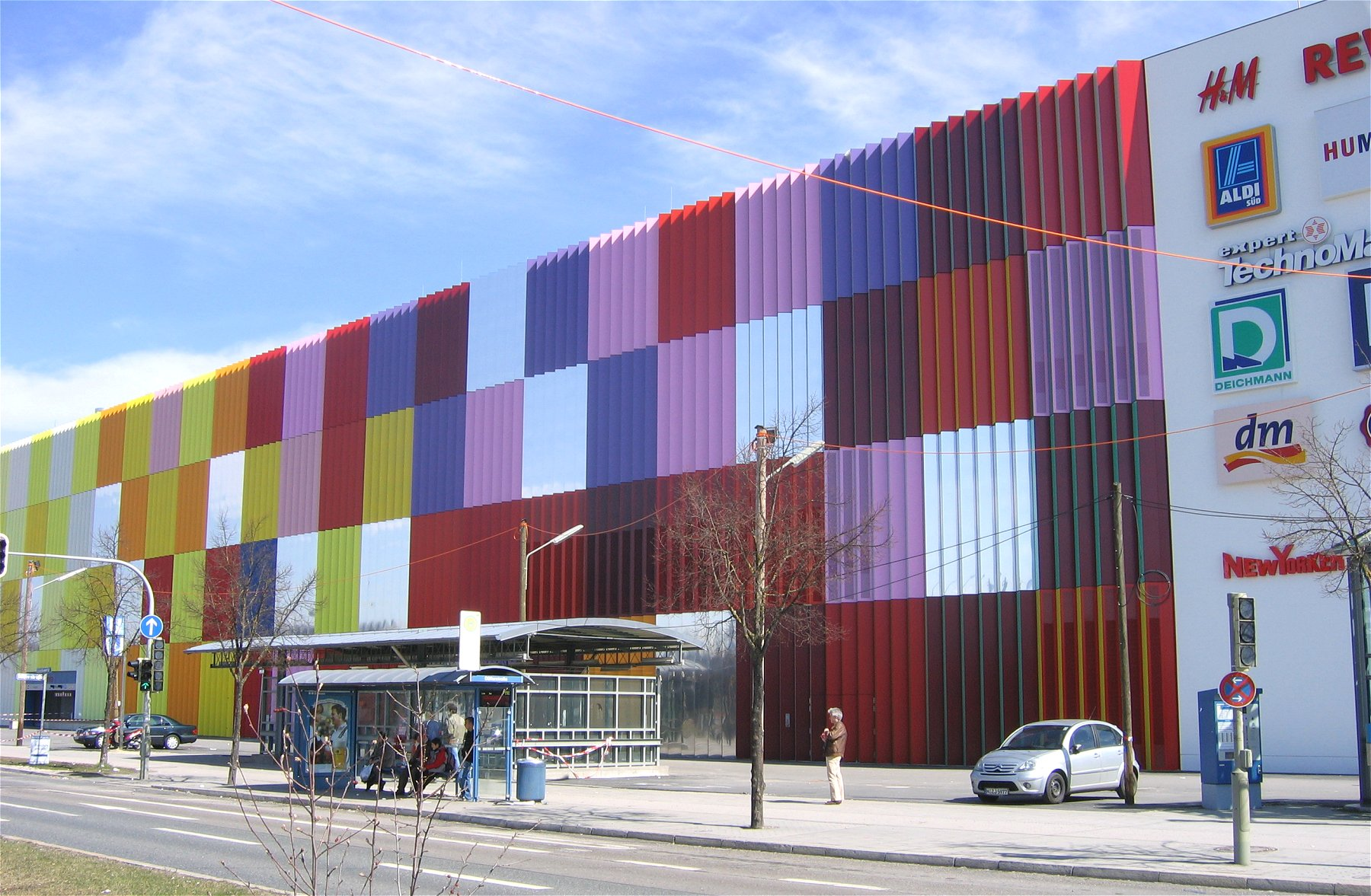
Mira

Hasenbergl erstreckt sich von der A 99 und Stadtgrenze zur Gemeinde Oberschleißheim im Norden bis zum Harthof im Süden. Im Osten reicht Hasenbergl bis zur Schleißheimer Straße und grenzt an das Viertel Am Hart. Westlich durch den Feldmochinger Anger getrennt liegt Feldmoching. Im Bezirksteil leben 2015 je nach Quelle 25.000 bis 34.000 Menschen.

## Herkunft des Namens
Auf einem Lehmhügel (Größe: 8 m × 300 m × 1000 m) vier Kilometer südlich vom Schloss Schleißheim wurden ab dem 18. Jahrhundert Hasen für die kurfürstliche Jagd gehegt. Der in der Eiszeit entstandene Lehmhügel, der sich heute westlich der Panzerwiese zwischen Dülferstraße und Aschenbrennerstraße hinzieht, hieß 1697 Laimpichl und war bewaldet. Als hier Kaninchen zur herrschaftlichen Jagd gehegt wurden, änderte sich die Bezeichnung in Küniglberg (1753) und Kaninchenberg (1812). 1809 wurde beim Kaninchenberg die Hasenhütte des Wildhüters erstmals in eine Karte eingezeichnet. Der Name Hasenbergl ist seit ca. 1900 gebräuchlich.

## Geschichte

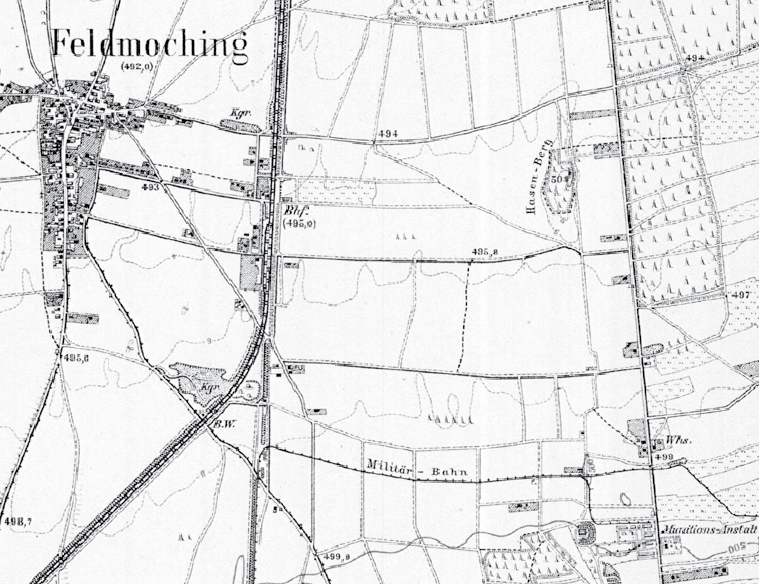
Der Hasen-Berg zwischen dem Bahnhof München-Feldmoching und der Schleißheimer Straße um 1910.

Für militärische Zwecke entstand Anfang des 20. Jahrhunderts südlich des Schlosses der Sonderlandeplatz Oberschleißheim. Im nahe gelegenen Wald Hartelholz (nördlich des Hasenbergls) wurden Truppenunterkünfte und Kriegsgefangenenlager angelegt. 1937 entstand die Baracke des Lagers Frauenholz. Nach Kriegsende wurde der Lagerkomplex Hartelholz als Notunterkunft und Flüchtlingslager genutzt, in dem bis zu 4000 Menschen untergebracht wurden.
Das Hasenbergl als Wohngebiet entstand Anfang der 1950er Jahre mit ersten Eigenheimsiedlungen. Diese gingen zum Teil aus dem Lagerkomplex hervor, vorrangig jedoch aus dem nahe gelegenen Stadtquartier Harthof. Ab 1957 entstand die Siedlung „Neu-Hasenbergl“ auf dem zuvor gärtnerisch und landwirtschaftlich genutzten Gebiet zwischen Dülfer- und Weitlstraße, Ittlinger- und Rainfarnstraße. Beinahe alle Bewohner errichteten ihr Haus unter großen Entbehrungen selbst. 1964 wurde die Diakonie Hasenbergl gegründet. 1960 folgte die „Siedlung am Hasenbergl“ für 18.000 Menschen zur Bekämpfung der Münchner Nachkriegs-Wohnungsnot. Die Großwohnsiedlung sollte „modern, großzügig und grün“ sein. Architekten waren u. a. Ernst Maria Lang und Ernst Böllemann. Hier errichteten sieben gemeinnützige Wohnungsbaugesellschaften, darunter die Neue Heimat, Südhausbau, GWG und das Evangelische Siedlungswerk in Bayern, Sozial- und Eigentumswohnungen für die einkommensschwache Bevölkerung. Auch später expandierte der große Siedlungskomplex, so in jüngster Zeit durch die Siedlung Nordhaide auf der zu Harthof gehörenden Panzerwiese.
Bis in die 1970er Jahre mangelte es im Hasenbergl an wichtigen Infrastruktureinrichtungen wie Schulen, Kirchen, Gewerbe oder Verkehrsanbindung; der Stadtteil galt auch aufgrund der vorangegangenen demographischen Entwicklung als sozialer Brennpunkt. 1970 wurde die erste „Integrierte Gesamtschule“ in Deutschland an der Freudstraße gebaut. 1971 wurde der Abenteuerspielplatz Hasenbergl - ABIX gegründet. 1979 wurde die Erich Kästner-Realschule errichtet. 1993 wurde die Sozialeinrichtung Lichtblick Hasenbergl gegründet. Der Lichtblick Hasenbergl ist eine 1993 von Johanna Hofmeir gegründete Sozialeinrichtung der Stiftung Lichtblick Kinder- & Jugendhilfe, in der Kinder, Jugendliche und junge Erwachsene im Alter von 1 bis 25 Jahren aus sozial schwachen und bildungsfernen Familien im Münchner Stadtteil Hasenbergl unterstützt werden. Der Lichtblick Hasenbergl ist ein Ort des Kulturgeschichtspfades München.
Durch neue Bauprojekte wie die Verlängerung der U-Bahn-Linie 2 (1996), Studentenwohnheime in der Siedlung Nordhaide (2003), die Neugestaltung des Goldschmiedplatzes (2007), das Einkaufszentrum Mira (2008) und das Schulzentrum Nordhaide (2015) wurde die Lebensqualität in den letzten Jahrzehnten entscheidend gesteigert und der Stadtteil erfolgreich erneuert. Mitverantwortlich für diese Entwicklung ist das integrierte Handlungskonzept Soziale Stadt. Noch heute ist das Hasenbergl eines der grünsten Stadtviertel Münchens. 2007 wurde der Dülferanger zur Festwiese umgestaltet. Auf dem Platz finden zahlreiche Veranstaltungen, u. a. das Bürgerfest am Hasenbergl sowie das Volksfest am Dülferanger jeweils Ende Juli statt.
Im Oktober 2012 wurde das Kulturzentrum 2411 eröffnet. Der gesamte Komplex fungiert als Stadtteilzentrum für ca. 80.000 Bürger im Norden der Stadt und beinhaltet zugleich ein Nahversorgungszentrum. Am anliegenden Platz steht die Plastik „Pferd, sich beißend“ des Bildhauers Alexander Fischer.
Das Hasenbergl ist ein Ort der Kulturgeschichtspfade in München.

## Baudenkmäler
- Liste der Baudenkmäler im Hasenbergl

## Kultur und Bildung

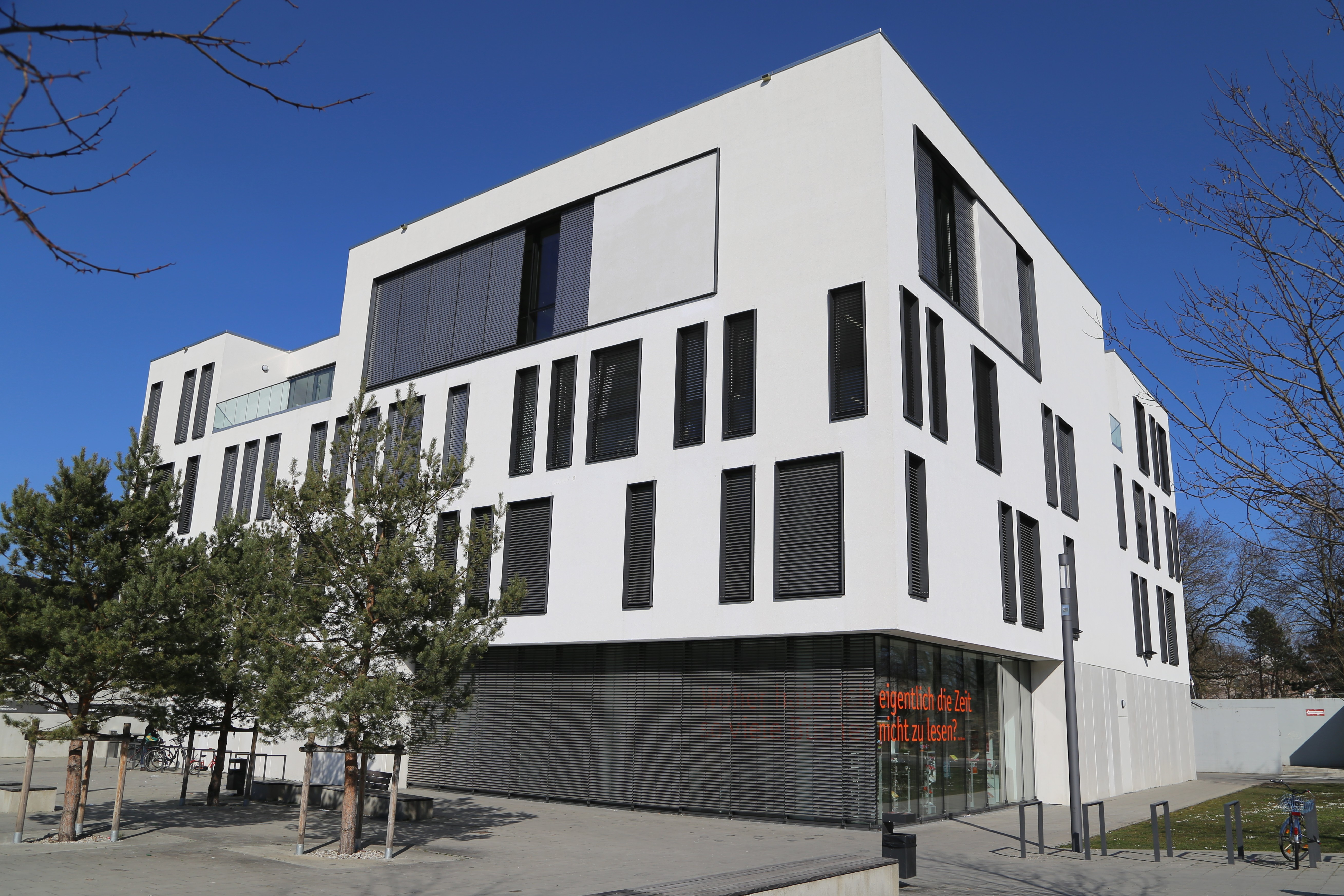
Kulturzentrum 2411

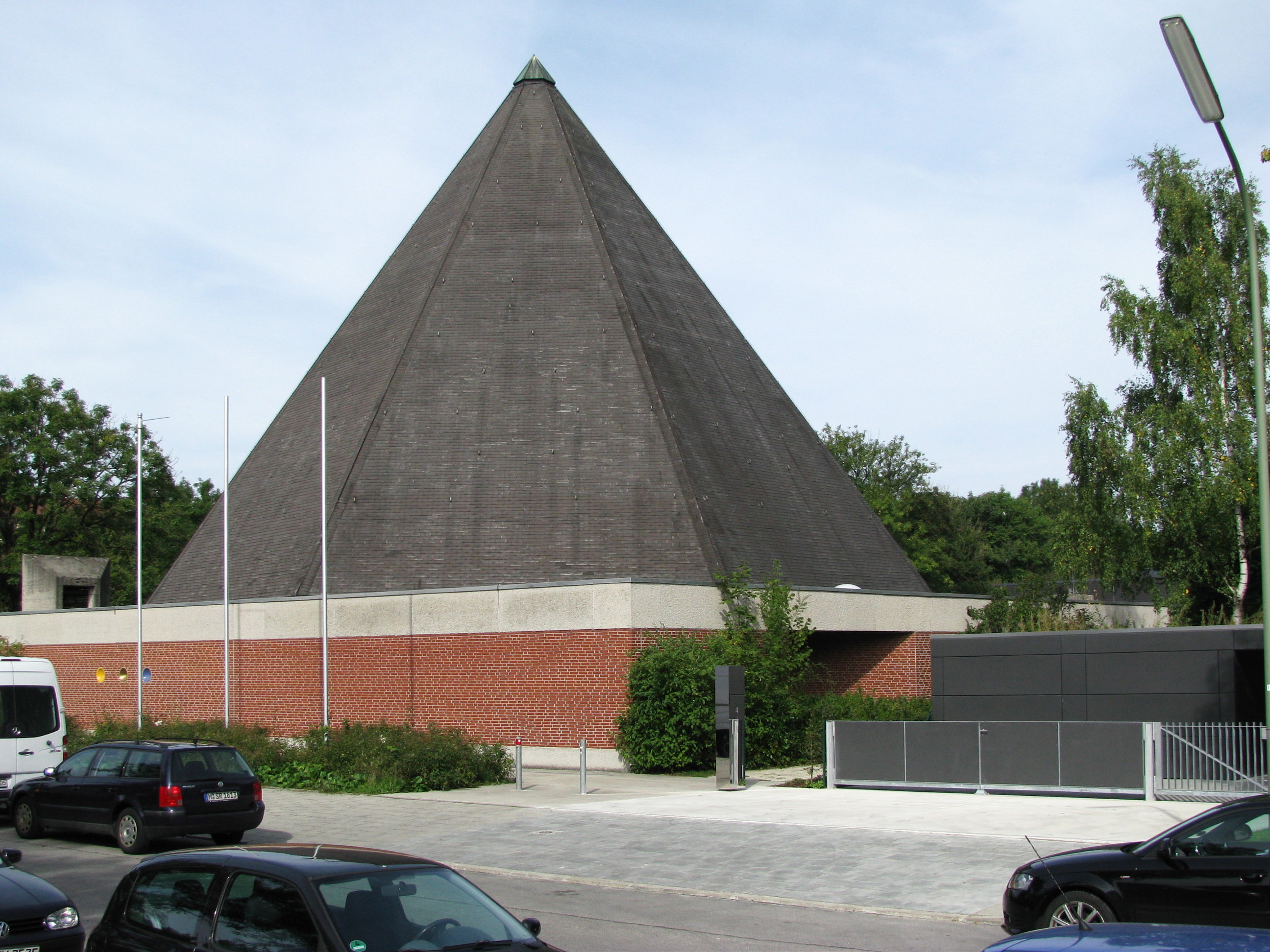
Mariä Sieben Schmerzen

### Lichtblick Hasenbergl
Der Lichtblick Hasenbergl ist eine 1993 von Johanna Hofmeir gegründete Sozialeinrichtung der Stiftung Lichtblick Kinder- & Jugendhilfe, in der Kinder, Jugendliche und junge Erwachsene im Alter von 1 bis 25 Jahren aus sozial schwachen und bildungsfernen Familien im Münchner Stadtteil Hasenbergl unterstützt werden.
Nördlich des Pfarrhofs der Kirche Mariä Sieben Schmerzen steht seit 2010 die Einrichtung im Bau des Architekten Hanns-Martin Römisch. In sechs altersstrukturierten Gruppen versorgt und fördert die Einrichtung täglich Kinder und Jugendliche zwischen 3 und 17 Jahren. Seit 2011 werden zusätzlich knapp 40 Jugendliche in der Ausbildung gestützt und sicher in die Berufstätigkeit begleitet. Insgesamt werden ca. 200 Kinder, Jugendliche sowie deren Familien von 45 Mitarbeitern unterstützt.
Seit 1995 ist die Katholische Jugendfürsorge der Erzdiözese München und Freising Träger der Einrichtung. Im Kuratorium der Stiftung ist der Staatsminister Joachim Herrmann. Der Lichtblick Hasenbergl wird u. a. auch durch Corinna Binzer, Otto Steiner, Ursula von Bayern und Otto Greither unterstützt. Lichtblick Hasenbergl wird auch von Ein Herz für Kinder unterstützt.
Johanna Hofmeir, wurde 2013 für die Gründung des Lichtblick Hasenbergls mit der Verdienstmedaille des Verdienstordens der Bundesrepublik Deutschland sowie 2018 mit dem Bayerischen Verdienstorden ausgezeichnet.
Der Lichtblick Hasenbergl ist ein Ort des Kulturgeschichtspfades München.

### Weitere Institutionen
- Kulturzentrum 2411
- Diakonie Hasenbergl
- Abenteuerspielplatz Hasenbergl - ABIX
- Blauer Punkt am Goldschmiedplatz
- Freizeitstätte KistE, Gundermannstr. 77

Schulen
- Erich Kästner-Realschule
- Mittelschule Eduard-Spranger-Straße

Kirchen
Im Hasenbergl stehen die römisch-katholischen Kirchen Mariä Sieben Schmerzen und St. Nikolaus, sowie die evangelisch-lutherische Evangeliumskirche.

## Grünflächen
Im Hasenbergl befinden sich die parkartigen Grünflächen Dülferanger und Goldschmiedplatz.
Der Feldmochinger Anger schafft eine Verbindung nach Feldmoching, die Panzerwiese nach Am Hart.
Im Norden liegt das Waldgebiet Hartelholz.

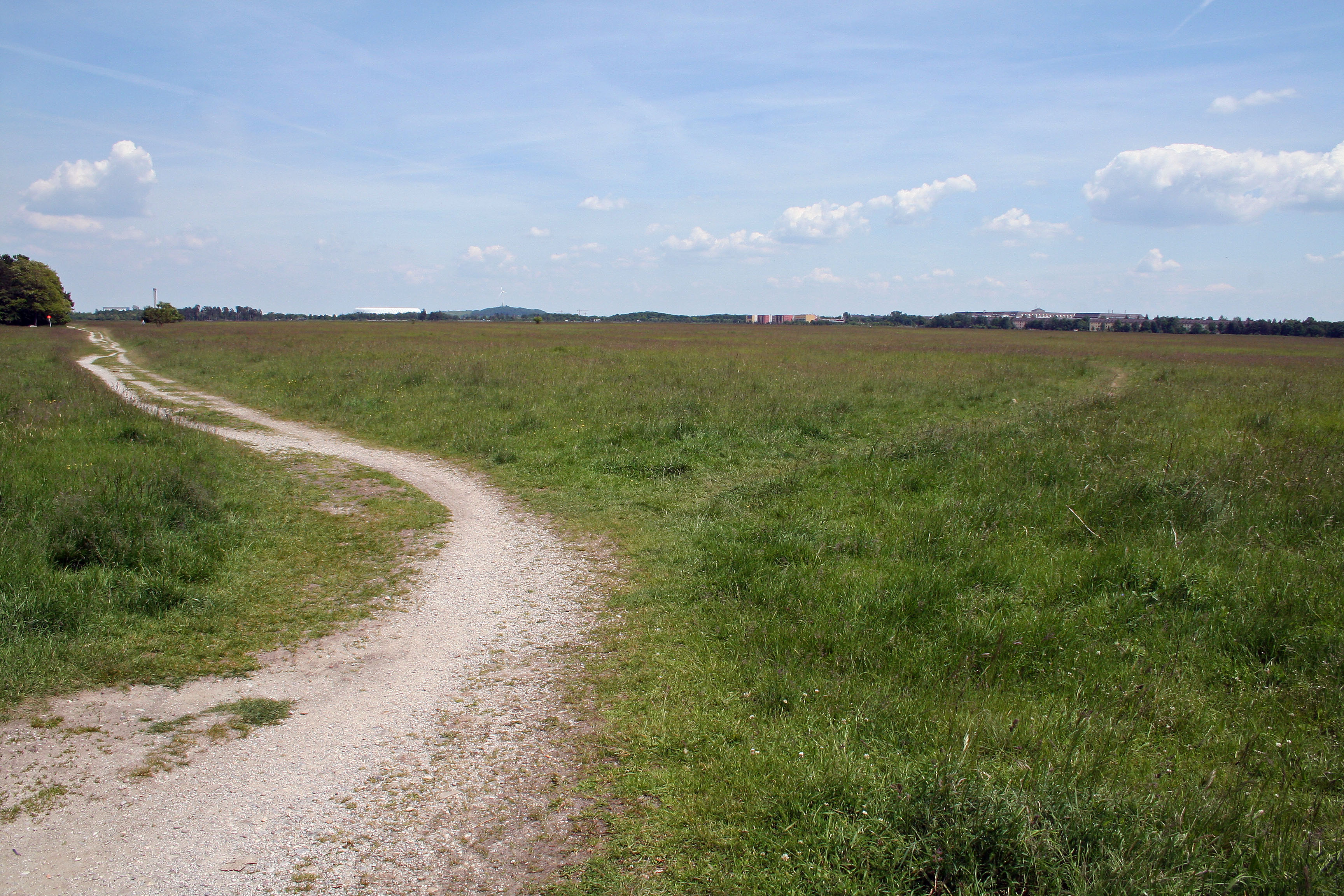
Panzerwiese
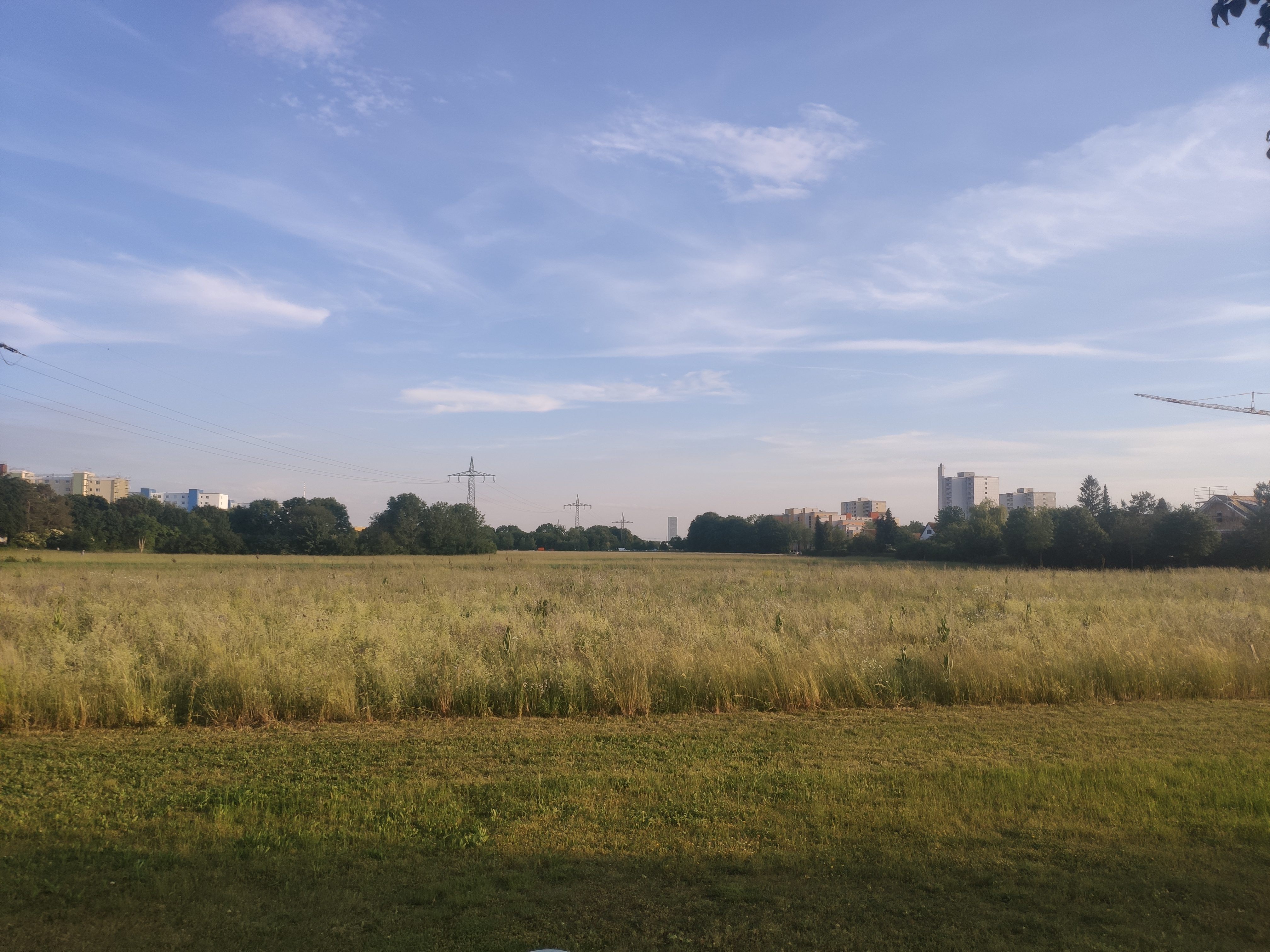
Feldmochinger Anger
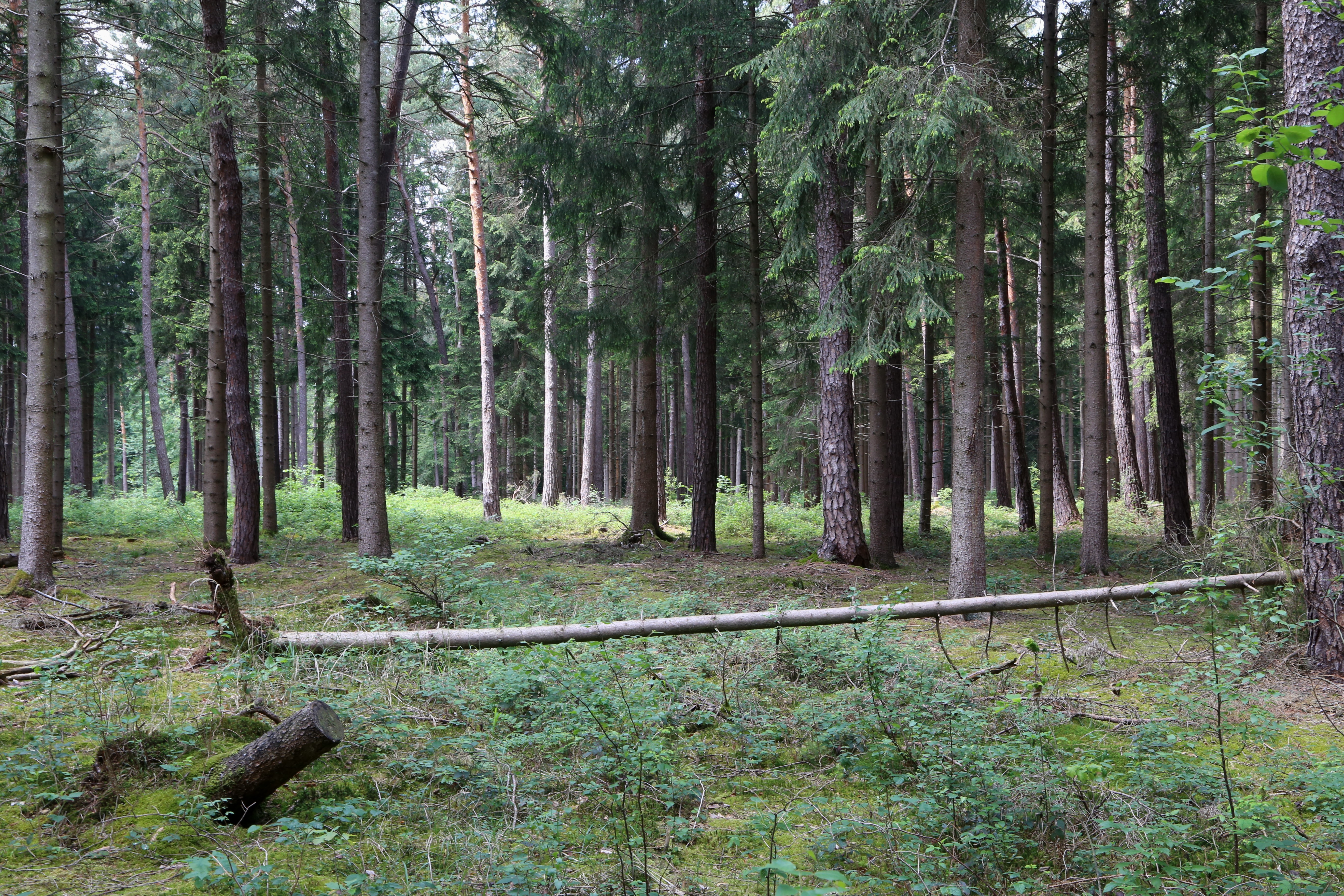
Hartelholz

## Infrastruktur
- An der U2 Dülferstraße liegt das Stadtteil- und Einkaufszentrum mira.

## Verkehrsanbindung
Hasenbergl wird seit November 1993 bzw. Oktober 1996 von der U2 an den U-Bahnhöfen Dülferstraße und Hasenbergl bedient.
Am 8. November 1963 war zuvor die Straßenbahn vom Scheidplatz auf neugebautem eigenen Gleiskörper zum Harthof und am 18. Dezember 1964 weiter bis zum Hasenbergl (Endhaltestelle am Goldschmiedplatz) verlängert worden. Hier fuhr bis 1972 die Linie 8, dann die Linie 13. Die Straßenbahnanbindungen durch die beiden Linien 13 und 12 ab Scheidplatz zum Hasenbergl wie zum Harthof wurden mit Eröffnung der U-Bahn eingestellt.
Reste der Straßenbahngleise lassen sich noch heute an vielen Stellen erkennen, so z. B. in der ehemaligen Wendeschleife am Goldschmiedplatz. Im aktuellen Verkehrsentwicklungsplan der Landeshauptstadt München ist eine Option enthalten, die derzeit in Bau befindliche Straßenbahnlinie 23 von der Parkstadt Schwabing über den Euro-Industriepark und die Neuherbergstraße wieder bis zum Goldschmiedplatz zu verlängern. Diese Maßnahme zur teilweisen Revidierung der offenbar voreiligen Streckeneinstellung in den 90er Jahren war ursprünglich zur Realisierung bis 2015 vorgesehen, bleibt bisher jedoch ohne gesicherte Finanzierung.

## Persönlichkeiten
- Willy Astor, Kabarettist
- Manfred Berger, Pädagoge
- Daniel Bierofka, Fußballspieler und -trainer
- Ursula Buchfellner, Schauspielerin
- Günther Kaufmann, Schauspieler
- Andreas Ottl, Fußballspieler
- Otto Steiner, Pfarrer
- Otto Steiner, Fernsehproduzent
- Christine Zierl, Schauspielerin

## Trivia
Deutschlandweit bekannt wurde das Hasenbergl auch durch den fiktiven Geburtsort des Erkan aus Erkan und Stefan.